# 武都区
武都区（ぶと-く）は中華人民共和国甘粛省隴南市に位置する市轄区。隴南市の政治・経済の中心である。区人民政府の所在地は城関鎮。
2004年、武都県より市轄区に昇格。
特産物は花椒。

## 行政区画
4街道、26鎮、8郷、2民族郷を管轄：
- 街道弁事処：鐘楼街道、吉石壩街道、江北街道、江南街道
- 鎮：城関鎮、安化鎮、東江鎮、両水鎮、漢王鎮、洛塘鎮、角弓鎮、馬街鎮、三河鎮、甘泉鎮、魚竜鎮、琵琶鎮、外納鎮、馬営鎮、柏林鎮、姚寨鎮、仏崖鎮、石門鎮、五馬鎮、裕河鎮、漢林鎮、桔柑鎮、隆興鎮、黄坪鎮、五庫鎮、三倉鎮
- 郷：蒲池郷、池壩郷、竜壩郷、竜鳳郷、玉皇郷、郭河郷、楓相郷、月照郷
- 民族郷：坪埡チベット族郷、磨壩チベット族郷

## 交通

### 鉄道
- 中国鉄路総公司
  - 蘭渝線
    - 隴南駅

### 道路
- 高速道路
  - 蘭海高速道路
  - 平綿高速道路
- 国道
  - G212国道